# 荣华乡 (德保县)
荣华乡，是中华人民共和国广西壮族自治区百色市德保县下辖的一个乡镇级行政单位。

## 行政区划
荣华乡下辖以下地区：
荣华村、上河村、上茂村、紫巴村、那龙村、平隆村、大坤村、东江村、马桥村和那林村。